# Oresius
Oresius ist der erste bekannte Bischof von Marseille. Er bekleidete das Amt im frühen 4. Jahrhundert.
Der Bischof ist nur durch das Schlussdokument des Konzils von Arelate im Jahr 314 bekannt. Kaiser Konstantin hatte diese Kirchenversammlung nach Arelate, dem heutigen Arles einberufen, um den innerkirchlichen Konflikt um die Donatisten zu lösen. Am Konzil nahmen 16 Bischöfe aus Gallien und weitere Personen teil, aus der Stadt Massilia, dem heutigen Marseille, der Bischof der dortigen Gemeinde zusammen mit dem Lektor Nazareus. Oresius signierte das Konzilspapier an der ersten Stelle der gallischen Bischöfe.
Mit der Konzilsliste wird indirekt auch zum ersten Mal die christliche Gemeinde von Massilia erwähnt, die sich wohl kurz zuvor als öffentliche Organisation gebildet hatte.